# Gafa
Gafa (faux-pas z fr. „niewłaściwy krok”, wym. [fo pa]) – nieświadomie popełniony nietakt, pogwałcenie niepisanych reguł danej społeczności. To, co jest przyjęte w jednej kulturze, może być uznane za gafę w innej.

## Przykłady
- Kraje afrykańskie: uścisk lewą ręką.
- Kraje arabskie, Półwysep Indyjski, Bliski Wschód, Azja Południowo-Wschodnia: pokazywanie podeszw swoich butów albo dotykanie kogoś nimi – równoznaczne z uznaniem kogoś za brud lub pył, ponieważ podeszwami stąpa się po ziemi.
- Chiny: dawanie komuś zegarka w podarunku – lokalne przesądy traktują to jako odliczanie sekund do śmierci obdarowanego. Inna interpretacja wyjaśnia, że zwrot „podarować zegarek” to po chińsku „song zhong” (送钟), co również może oznaczać „uczęszczać na pogrzeb”[1].
- Europa Centralna: podawanie dłoni do uścisku z założoną rękawiczką (nie dotyczy kobiet).
- Indie: dotykanie jedzenia lewą ręką – w Indiach nie używa się papieru toaletowego, lewa ręka służy do podmywania się.
- Japonia: 
  - przekazywanie sobie jedzenia z pałeczek do pałeczek – taki sposób podawania ma związek z buddyjskimi tradycjami pogrzebowymi;
  - kłanianie się wyżej niż osoba starsza lub o wyższym statusie społecznym;
  - chowanie wizytówki przed przeczytaniem nazwiska.
- Polska, Ukraina, Rumunia, Rosja, Słowacja, Czechy, Węgry, Serbia, Estonia: dawanie komuś parzystej liczby kwiatów – parzystą liczbę kwiatów przynosi się na czyjś pogrzeb lub grób.
- Skandynawia: 
  - spóźnianie się – ludzie w krajach nordyckich zazwyczaj przychodzą punktualnie na umówione spotkania.
  - podarowanie noża – uważane jako symboliczne „przecięcie przyjaźni” (oprócz Szwecji)
- Tajlandia: stawanie na banknotach albo monetach – jest na nich twarz króla, który jest obiektem czci.
- USA: rozmawianie na tematy polityczne w przypadkowej rozmowie. W wielu krajach rozmowa o polityce podczas rozmów towarzyskich i pogawędek jest popularna, natomiast w Stanach Zjednoczonych poruszanie tych kwestii jest w normalnej rozmowie uznawane za nieprzyzwoite. Pogoda albo sport są lepszymi tematami do rozmowy.
- Wielka Brytania: pokazywanie liczby 2 przez podnoszenie palca wskazującego i palca środkowego z grzbietem dłoni zwróconym ku odbiorcy. Jest to równoznaczne z pokazaniem środkowego palca. Podnoszenie dwóch palców z grzbietem dłoni zwróconym w innym kierunku niż odbiorca jest całkowicie akceptowane.